# Kingfisher Airlines
Kingfisher Airlines — колишня індійська авіакомпанія, що базувалася в Бангалорі. У середньому літаки авіакомпанії здійснювали 218 як внутрішніх, так і далекомагістральних міжнародних рейсів на день в 38 аеропортів. Основними базами авіакомпанії були аеропорти Бангалора, Мумбаї, Хайдарабада і Делі. Kingfisher Airlines через свою холдингову компанію United Breweries Group володіла 50 % акцій бюджетного авіаперевізника Air Red, раніше відомого під назвою Air Deccan. Компанія припинила виконання польотів у жовтні 2012 року.
У 2008 році Kingfisher стала однією з шести авіакомпаній світу, які отримали оцінку п'ять зірок від Skytrax, разом з Asiana Airlines, Malaysia Airlines, Qatar Airways, Singapore Airlines і Cathay Pacific Airways. У липні того ж року частка Kingfisher на ринку авіаперевезень Індії склала 14,3 %, а Air Deccan — 13,5 %.

## Історія
Авіакомпанія почала роботу 9 травня 2005 року, взявши у лізинг чотири Airbus A320-200. У липні 2007 року Kingfisher почав здійснювати внутрішні рейси. Було оголошено про плани здійснювати рейси в США на Airbus A340-500 і Airbus A380-800. Власником авіакомпанії є United Breweries Group.
13 жовтня 2008 року було оголошено про створення альянсу Kingfisher з Jet Airways. Альянс передбачає код-шерінгову угоду на внутрішніх і міжнародних рейсах, загальне управління замовленнями палива, об'єднані наземні служби, спільне використання екіпажів і спільну програму лояльності.
7 червня 2010 Kingfisher підписала договір про вступ в альянс «oneworld». Точна дата поки не оголошена, але передбачається, що це відбудеться через 18-24 місяці..
1 жовтня 2012 року авіакомпанія припинила польоти в зв'язку страйком інженерів. Борги компанії складають $2,49 мільярда.
У лютому 2013 року у авіакомпанії відкликали свідоцтво експлуатанта.

## Призначення
Kingfisher Airlines разом з Kingfisher Red була другою за масштабом приватною авіакомпанією Індії після Jet Airways і її підрозділи Jet Lite, а також становила значну конкуренцію Air India на внутрішньому ринку. У листопаді 2007 року Kingfisher Airlines здійснювала 218 рейсів на день 37 аеропорту Індії. Разом з авіакомпанією Air Red виконувалося 570 щоденних рейсів на 69 міст Індії.
3 вересня 2008 року Kingfisher airline початку міжнародні рейси, першим з яких був рейс в лондонський аеропорт Хітроу. Авіакомпанія планувала відкрити інші міжнародні рейси, наприклад, в США.

## Флот

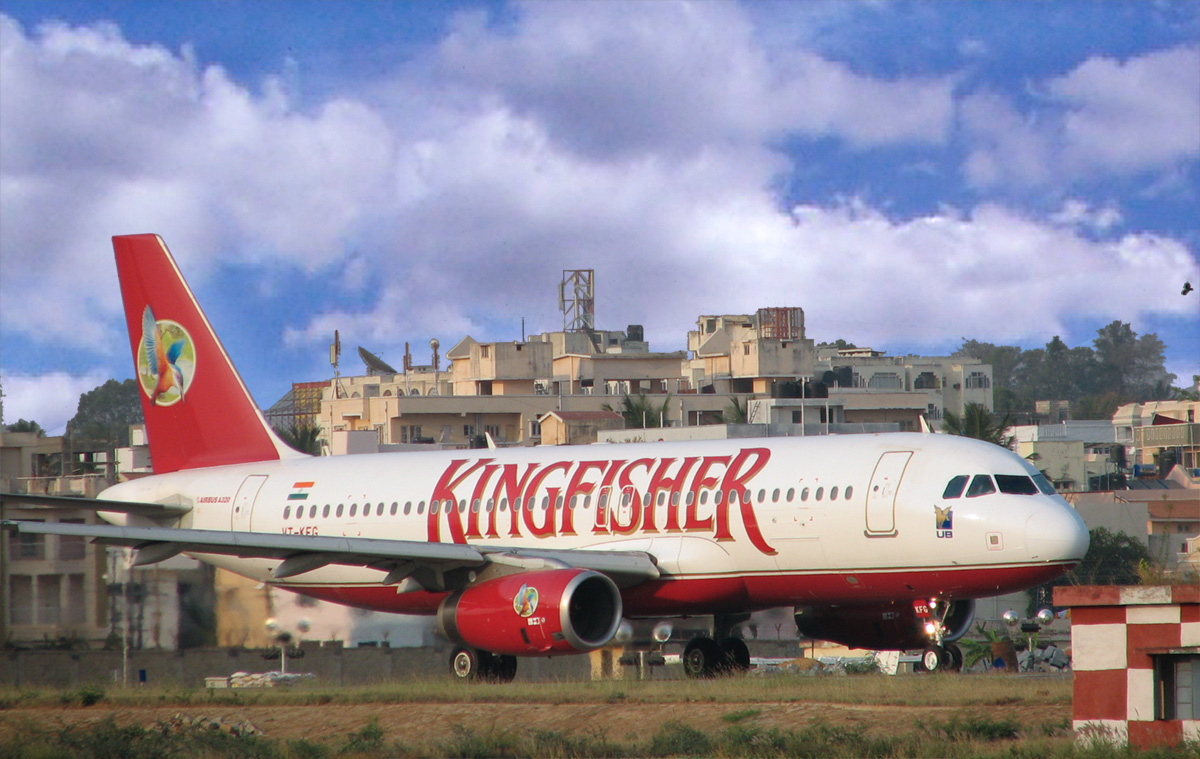
Airbus A320 Kingfisher Airlines

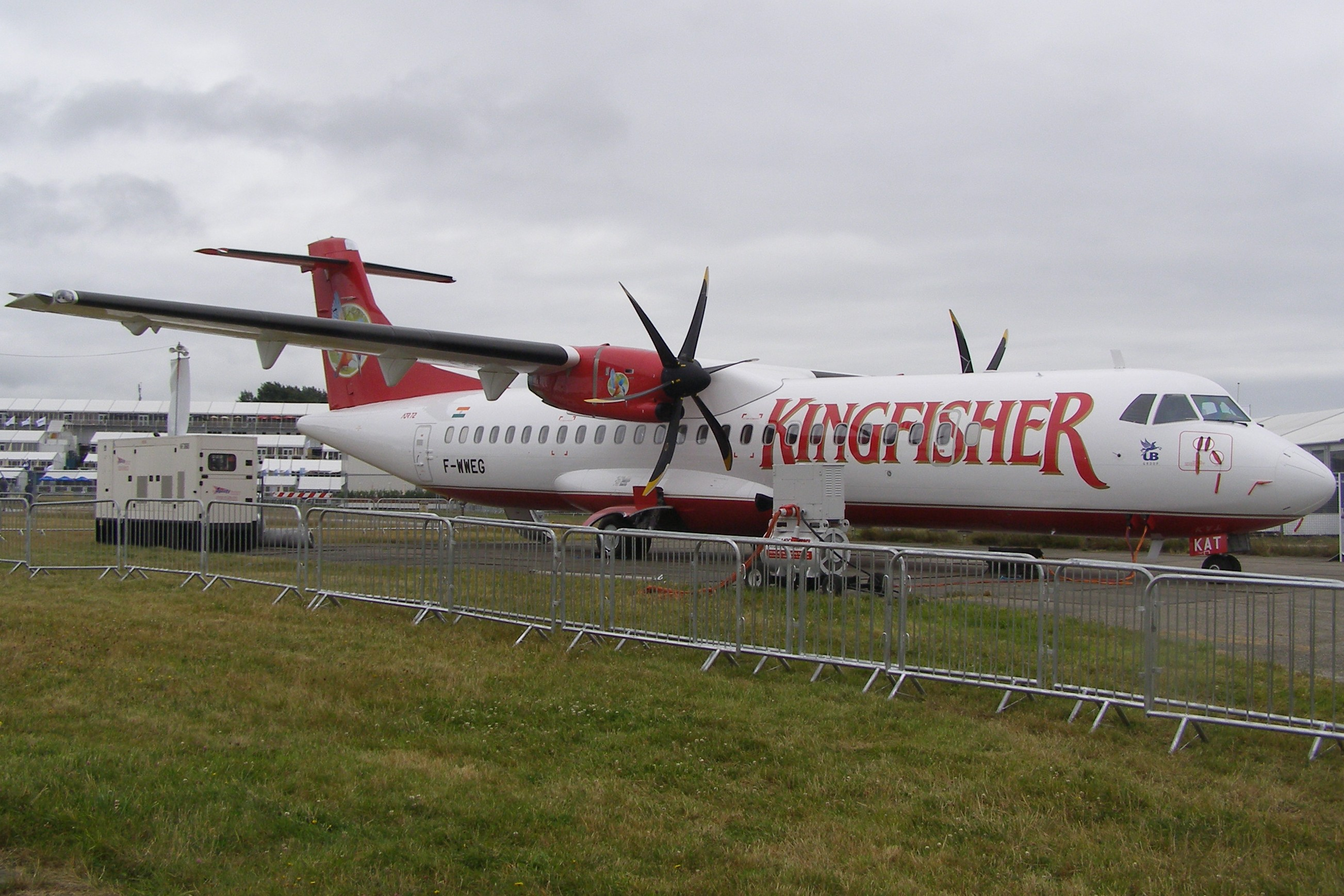
ATR 72

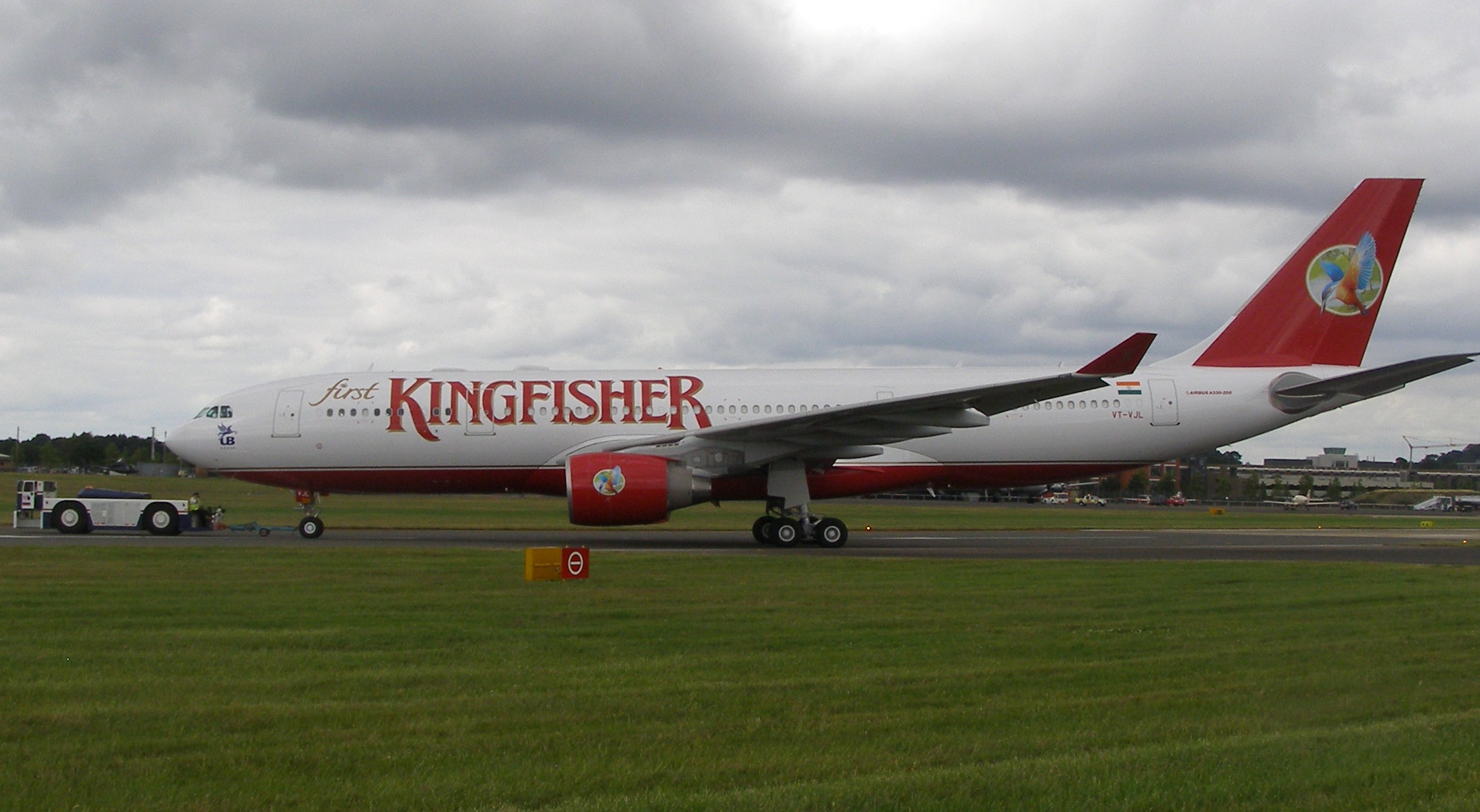
Airbus A330-200

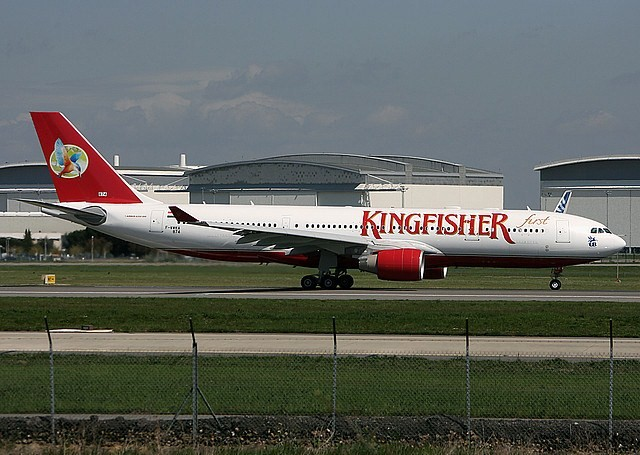
Airbus A330-200

На момент припинення діяльності флот Kingfisher Airlines складався з ATR 42, ATR 72 і літаків сімейства A320, виконували регіональні рейси малої протяжності, і далекомагістральних Airbus A330-200.
До 2015 року авіакомпанія планувала отримати літаки A350-800 і A380. Також для Kingfisher були побудовані два Airbus A340 в модифікації A340-500 для наддалеких рейсів, які стали останніми зробленими A340 взагалі, але поставлені через банкрутство авіакомпанії не були.

Флот Kingfisher Airlines станом на 6 липня 2008 року включав такі літаки:
Середній вік флоту Kingfisher Airlines станом на березень 2008 року становив 1.7 років.

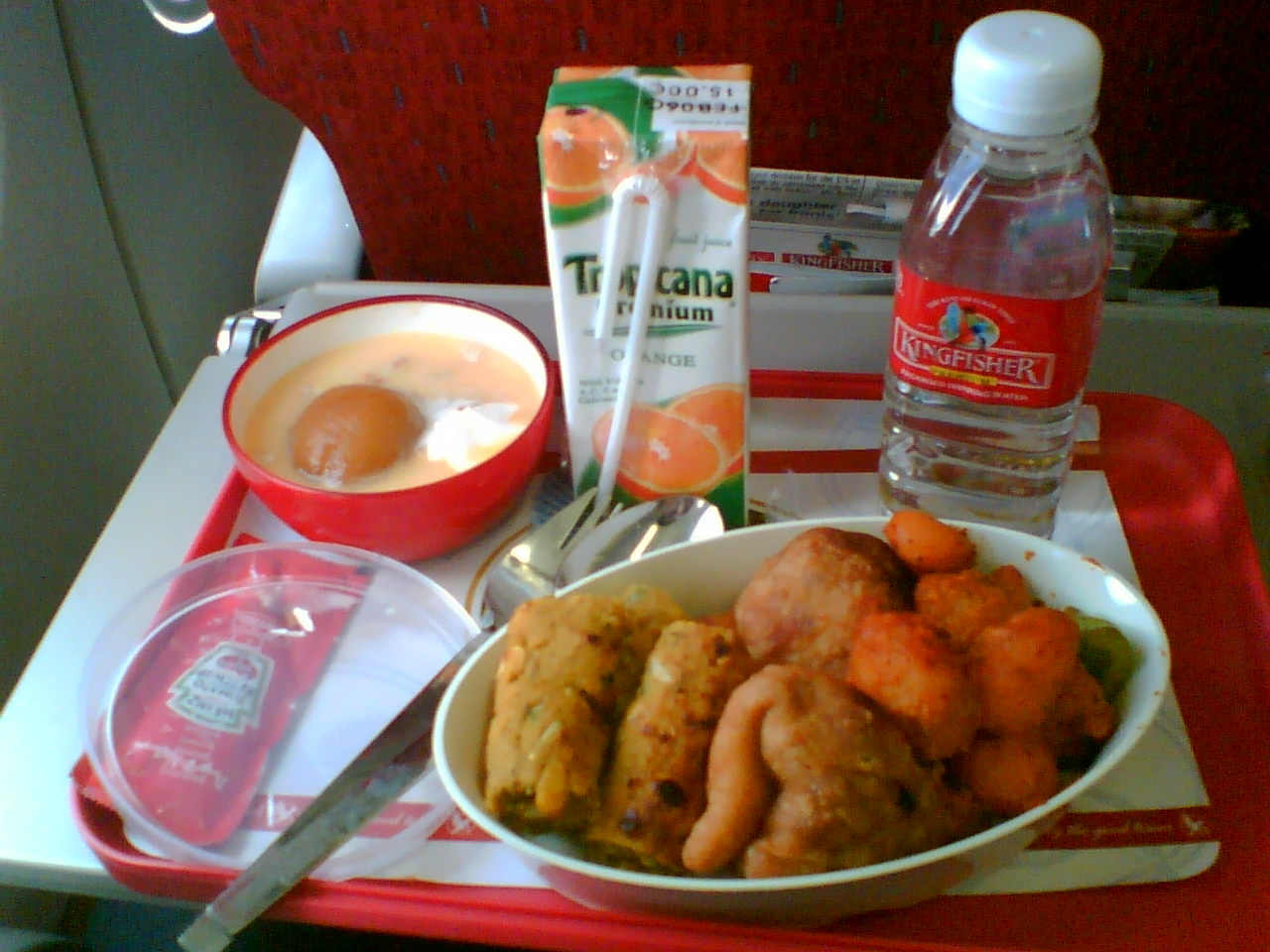
Харчування на борту Kingfisher

## Кодшерингові угоди
- Continental Airlines[14]
- Emirates Airline[15]
- Northwest Airlines[16]
- Jet Airways